# 弗拉季斯拉夫·布霍夫
弗拉季斯拉夫·谢尔盖耶维奇·布霍夫（羅馬化：Vladyslav Serhiiovych Bukhov；2002年7月5日—），乌克兰男子游泳运动员，2019年世界青年游泳锦标赛男子50米自由泳金牌得主、2024年世界游泳锦标赛男子50米自由泳金牌得主。